# 송상근
송상근(宋相根, 1968년 ~ )은 대한민국의 제17대 해양수산부 차관인 공무원이다.

## 학력
- 진주동명고등학교 졸업
- 서울대학교 경제학 학사

## 경력
- 1992.11 제36회 행정고시 합격
- 1993.4 총무처 수습행정관
- 1994.4~1995 마산지방해운항만청 총무과 과장
- 1998.7 해양수산부 해양정책국 해양총괄과 사무관
- 해양수산부 해양정책국 해양정책과 사무관
- 2000.12 해양수산부 기획관리실 행정관리담당관실 사무관
- 2001.10 해양수산부 행정관리담당관실 서기관
- 2003.3~2004.1 부산지방해양수산청 항만물류과 과장
- 2004.1 해양수산부 해운물류국 항만물류과 과장
- 2006.2 해양수산부 정책홍보관리실 혁신기획팀 팀장
- 2007.2~2008.3 해양수산부 민자계획과 과장
- 2008.3 국토해양부 물류항만실 항만건설정책관 항만민자계획과장
- 2008.9 국토해양부 국토정책국 지역발전지원과 과장
- 2009.5 국토해양부 국토정책국 산업입지정책과 과장
- 2009.10 국토해양부 장관비서관
- 2011.6 국토해양부 물류항만실 물류정책관 항만물류기획과장, 부이사관
- 2013.4 대통령비서실 해양수산비서관실 행정관
- 2014.11~2016.11 해양수산부 해양정책실 해양환경정책관
- 2016.11 해양수산부 대변인, 이사관
- 2018.2~2020.8 주영국대한민국대사관 공사참사관
- 2020.8~2021.2 해양수산부 해양정책실 해양정책관
- 2021.2~2022.5 해양수산부 해양정책실 실장, 관리관
- 2022.5~2023.7 해양수산부 차관
- 2022.11~2023.7: 국가우주위원회 위원
- 2025.2~: 제8대 부산항만공사 사장